# Anželika Ahmetšina
Anželika Ahmetšina (* 27. Dezember 1989) ist eine estnische Fußballspielerin.
Ahmetšina spielt aktuell beim FC Levadia Tallinn. Auch wurde sie bisher in elf Länderspielen eingesetzt, wobei sie dreimal traf.